# Skálafell (Þverárdalur)
Beim Skálafell handelt es sich um einen vulkanischen Berg im Südwesten von Island. Er liegt auf dem Gemeindegebiet von Kjósarhreppur und Reykjavíkurborg am Þverárdalur.

## Lage
Der Berg schließt sich im Osten an das Bergmassiv der Esja unweit von Reykjavík an und liegt ca. 20 km östlich des Ortes Mosfellsbær. Zwischen den Móskarðshnjúkar und dem Skálafell befindet sich die Passhöhe Svínaskarð, über die in früheren Zeiten die Hauptverbindung zwischen Reykjavík und dem Hvalfjörður führte.

## Geologie
Skálafell ist etwa 1,8 Millionen Jahre alt und Teil des erloschenen und erodierten Stardalurvulkans, eines ehemaligen Zentralvulkans.

## Sendeanlage auf dem Gipfel
Auf dem Gipfel des Skálafell befinden sich Sendeanlagen für Funk und Fernsehen sowie für den Handyempfang. Eine Wetterstation sendet regelmäßig Daten an das Meteorologische Amt in Reykjavík, die Sturmfronten am Berg sind berüchtigt.

## Sport am Skálafell

### Skifahren
Am Skálafell liegt eines der beiden Skigebiete in der Nähe der Hauptstadt Reykjavík. Unterhalb des Skálafell befindet sich eine Skihütte, ein Sessellift führt auf den Berg und bei entsprechender Schneelage werden Loipen gespurt.
Das andere Skigebiet bei Reykjavík liegt im Gebirgszug der Bláfjöll.

### Wandern
Man kann gut von der Südostseite aus auf den Berg steigen, indem man der Jeeppiste folgt.